# René-Joseph Piérard
René-Joseph Piérard (* 6. März 1899 in Châlons-sur-Marne; † 21. September 1994) war ein französischer Geistlicher und römisch-katholischer Bischof von Châlons in Frankreich.

## Leben
René-Joseph Piérard empfing am 23. Dezember 1922 die Diakonen- und am 31. März 1923 die Priesterweihe für das Bistum Châlons.
Am 29. Dezember 1945 wurde er von Pius XII. zum Titularbischof von Iuliopolis und zum Koadjutorbischof des Bistums Châlons ernannt. Die Bischofsweihe spendete ihm der Bischof von Saint-Dié, Louis-Augustin Marmottin, am 19. März 1946; Mitkonsekratoren waren der Bischof von Verdun, Marie-Georges Petit, und der Bischof von Troyes, Julien Le Couëdic.
Mit dem Tod Joseph-Marie Tissiers am 9. Januar 1948 folgte er diesem als Bischof von Châlons nach. Er nahm an allen vier Sitzungsperioden des Zweiten Vatikanischen Konzils als Konzilsvater teil. Seinem Rücktrittsgesuch wurde am 17. September 1973 durch Paul VI. stattgegeben.